# 앙성온천역
앙성온천역(Angseongoncheon station, 仰城溫泉驛)은 충청북도 충주시 앙성면에 위치한 중부내륙선의 철도역이다.

## 연혁
- 2021년 11월 17일: 철도거리표 고시[1]
- 2021년 12월 31일 : 개통과 함께 영업 개시

## 역 구조
1면 2선의 섬식 승강장이나, 복선화를 대비하여 2면 4선으로 설계되었다.승강장에는 스크린도어가 설치되어 있다.

### 승강장
| ↑감곡장호원     |
| １２ \| ３４ \| |
| 충주↓           |

| 1 | 중부내륙선 | KTX | 판교 방면        |
| 2 | 중부내륙선 | KTX | 충주 · 문경 방면 |

## 역 주변
앙성 시내와 거리가 멀지만 역 주변으로 온천 관광지가 여러 곳 있고 관광 리조트가 있다.

## 인접한 역
| 중부내륙선           | 중부내륙선     | 중부내륙선     |
| -------------------- | -------------- | -------------- |
| 감곡장호원 판교 방면 | KTX 중부내륙선 | 충주 문경 방면 |